# Diederik Boer
Diederik Boer (Emmeloord, 24 settembre 1980) è un ex calciatore olandese, di ruolo portiere.

## Carriera

### PEC Zwolle
Dopo essere cresciuto nelle giovanili del Flevo Boys, si unisce al PEC Zwolle nella stagione 1995-1996 con il quale esordisce esordisce in Eredivisie l'8 marzo 2003 nella sconfitta contro l'Ajax per 0-5. Dopo essere stato riserva, diventa portiere titolare dalla stagione 2005-2006. In 14 stagioni disputa 293 partite di campionato e vince la Coppa d'Olanda 2013-2014 e la Supercoppa d'Olanda 2014.

### Ajax
Il 31 agosto 2014 si trasferisce all'Ajax per fare il portiere di riserva. Ottiene la sua prima presenza in coppa con l'Ajax il 24 settembre 2014 nella partita vinta contro lo JOS. Dopo aver giocato 3 partite con lo Jong Ajax, il 17 maggio 2015 all'ultima partita di campionato debutta nella sconfitta esterna per 2-1 contro il Dordrecht. Il 17 ottobre sostituisce Jasper Cillessen nella vittoria in campionato per 2-0 contro l'Heracles Almelo.

## Palmarès

### Club

#### Competizioni nazionali
- Eerste Divisie: 2

PEC Zwolle: 2001-2002, 2011-2012
- Coppa dei Paesi Bassi: 1

PEC Zwolle: 2013-2014
- Supercoppa dei Paesi Bassi: 1

PEC Zwolle: 2014